# پرواز شماره ۱۱ امریکن ایرلاینز
پرواز شماره ۱۱ امریکن ایرلاینز یک پرواز مسافربری (بوئینگ ۷۶۷) داخلی در ایالات متحده آمریکا بود که در تاریخ ۱۱ سپتامبر ۲۰۰۱ پیرو بخشی از حملات ۱۱ سپتامبر، به وسیله ۵ عضو القاعده ربوده و آن را به ساختمان شمالی مرکز تجارت جهانی واقع در نیویورک کوباند.
این پرواز از مبدأ فرودگاه بین‌المللی لوگان در شهر بوستون در ساعت ۷:۵۹ به پرواز درآمد و مقصد آن قرار بود فرودگاه بین‌المللی لس‌آنجلس باشد. در ساعت ۸:۱۴ هواپیماربایان به داخل اتاقک خلبان رفته و یکی از آنها بنام محمد عطا که خود خلبانی آموزش دیده بود کنترل پرواز را در دست گرفته، هواپیما را به سمت ساختمان شمالی هدایت می‌کند و در ساعت ۸:۴۶:۴۰ صبح به وقت محلی با برج شمالی مرکز تجارت جهانی برخورد می‌کند.